# Ermita del Santísimo Cristo de la Veracruz (Consuegra)
La ermita del Santísimo Cristo de la Veracruz es un edificio de carácter religioso situado en el municipio español de Consuegra, en la provincia de Toledo, construido en la segunda mitad del siglo XVIII. 

## Descripción
Finalizado en 1769, se trata de un templo de planta en cruz latina, de una sola nave longitudinal y nave transversal poco desarrollada. La cabecera rematada en ábside plano y coro elevado a los pies. La cubierta de la nave longitudinal se soluciona mediante bóvedas de medio cañón fajeada con lunetos triangulares; la cubierta de la nave transversal también es de medio cañón pero sin lunetos. El espacio del crucero se cubre con cúpula de media naranja sobre pechinas al interior, convirtiéndose al exterior en cimborrio octogonal rematado por chapitel y pináculo. 
En el presbiterio, elevado mediante una serie de escalones respecto del crucero, del que se halla separado por una balaustrada de madera, se sitúa el retablo mayor, presidido por la imagen del Santísimo Cristo de la Vera Cruz, titular del templo. 
Los paramentos interiores, enlucidos en blanco en la nave y coro, en tanto que el crucero y capilla mayor presentan un acabado decorativo que imita el mármol, están articulados mediante pilastras toscanas, sobre las que se dispone un entablamento de friso liso y cornisa moldurada. En el centro del crucero, sobre las pechinas, decoradas con tondos pintados de los cuatro evangelistas, y las claves de los arcos torales, se asienta el anillo base de la cúpula, cuya superficie muy moldurada, se estructura de manera similar al entablamento general de los paramentos, con friso liso y fuerte cornisa volada sobre la que se dispone una barandilla de hierro; encima del anillo un amplio tambor articulado por ocho pilastras toscanas, en cuyos entrepaños, alternando paño ciego y calado, se abren las cuatro ventanas citadas; por último sobre el tambor un nuevo anillo moldurado, de menor desarrollo que el anterior, sirve de base a la cúpula propiamente dicha, de superficie fajeada. 
Al exterior, presenta fachada monumental a modo de arco triunfal, realizada en piedra profusamente decorada, quedando enmarcada por dos anchas pilastras almohadilladas, sobre basamentos igualmente de piedra; todo ello rematado por una moldura mixtilínea. Entre ellas se sitúa un arco de medio punto que encierra la puerta de entrada al templo, al que se accede mediante cinco gradas de planta semicircular. Entre el portón de entrada y el arco se sitúa una ventana cuadrangular con moldura en todo su perímetro, del mismo modo todo el portón está rodeado por otra moldura de caña y trazado quebrado, y en el centro del dintel un pequeño medallón. La puerta queda flanqueada por dos columnas exentas, de fuste compuesto dividido en cuatro cuerpos, con el central salomónico y los demás con acanaladuras diversas y motivos barrocos, los capiteles son corintios. Sobre éstas se sitúa el entablamento, con decoración de bolas en sus extremos. La fachada queda rematada mediante una espadaña de dos cuerpos; con dos ojos en el primero y uno en el segundo. El resto de las fachadas del templo son de aparejo toledano. Los hastiales de la cabecera y el crucero se completan con frontones triangulares en ladrillo aplantillado. 